# Aginna circumscripta
Aginna circumscripta är en fjärilsart som beskrevs av Walker 1865. Aginna circumscripta ingår i släktet Aginna och familjen nattflyn. Inga underarter finns listade i Catalogue of Life.